# Allindemaglegård
Allindemaglegaard er en gammel hovedgård, som nævnes første gang i 1317. Gården ligger i Allindemagle Sogn, Ringsted Kommune.
Allindemaglegaard Gods er på 201 hektar

## Ejere af Allindemaglegaard
- (1310-1317) Bent Bille
- (1317-1345) Bent Jonsen Bille
- (1345-1380) Niels Jonsen Bille
- (1380-1420) Peder Jonsen Lykke Bille
- (1420-1480) Torben Bentsen Bille
- (1480-1507) Slægten Bille
- (1507-1525) Steen Basse Bille
- (1525-1539) Claus Steensen Basse Bille
- (1539-1575) Jens Clausen Basse Bille
- (1575-1588) Frederik 2.
- (1588-1648) Christian 4.
- (1648-1664) Frederik 3.
- (1664-1680) Henrik Müller
- (1680-1721) Slægten Müller
- (1721-1760) Slægten Dannekiold-Samsøe
- (1760-1794) Anna J. A. Danneskiold-Laurvig
- (1794-1795) Anne Marie Møller gift Bruun de Neergaard
- (1795-1846) Johan Andreas Bruun de Neergaard
- (1846-1891) Andreas Theodor Bruun de Neergaard
- (1891-1914) Paul Johan Carl Bruun de Neergaard
- (1914-1935) Henri Bruun de Neergaard
- (1935-1942) Ejler Bruun de Neergaard
- (1942-1970) Heinrich C. greve Haugwitz-Hardenberg-Reventlow
- (1970-1998) Carlsberg A/S
- (1998-2006) Allindemaglegård A/S v/a Anders Piper
- (2006-2008) Peter Kjær Knudsen
- (2008-) Kim Lyng Kjær Knudsen